# エンマ (小惑星)
エンマ (283 Emma) は、小惑星帯に存在する、エオス族に分類される小惑星の中でも、比較的大型の小惑星である。なお衛星を1個伴っている。

## 歴史
1889年2月8日にニースでオーギュスト・シャルロワによって発見された。エンマというのはフランス語の女性名であるが、正確な由来は不明。
2003年7月14日、W・M・ケック天文台を使用したW. J. Merlineらの観測により、エンマの衛星が発見された。この衛星はS/2003 (283) 1という仮符号を与えられ、国際天文学連合の総会で発表された。直径は12kmほどで、エンマから600km近く離れた軌道を3.36日の周期で回っていると推定され、軌道が確定ししだい名前を与えられる予定である。